# 드리머즈
《드리머즈》(The Dreamers)는 2007년 3월 10일에 MBC에서 방영한 베스트극장으로, 이 단막 시리즈의 최종회이다.

## 줄거리
꿈꾸고 잠자며 초능력을 발휘하는 사람들의 이야기다. 꿈으로 미래를 보는 강수, 다른 사람의 꿈을 읽을 수 있는 민경, 몽유병으로 또 다른 자아를 표현하는 우람, 다른 사람을 잠재울 수 있는 박 간호사, 꿈을 통해 다른 사람의 현재를 읽을 수 있는 강수의 딸 솔희, 최 박사의 아들이면서 다른 이들을 뛰어넘는 초능력을 가진 지한 등이 수면의학박사인 최 박사의 죽음을 둘러싼 비밀을 풀어나간다.

## 등장 인물

### 주요 인물
- 명계남 : 한강수 역 - 재즈 가수 겸 작곡가

정확하게 미래를 짚는 예지몽을 꾸지만 현재를 볼 수 없는 시각장애인이다.
- 이일화 : 정민경 역 - 주부

심약하고 예민하여 다른 사람의 꿈을 읽는데 고통을 느낀다. 어느 날 강수의 꿈을 읽게 된 후 그가 자신과 같은 종류의 사람일지 모른다는 마음으로 강수를 주시하게 된다.
- 박채경 : 한솔희 역 - 한강수의 딸

잠을 자면서 꿈을 통해 다른 사람의 현재를 읽을 수 있다. 꿈을 통해 남자친구의 뒤를 밟다가 우연찮게 최 박사의 집에서 나오는 우람을 보는데, 다음 날 최 박사가 죽었다는 사실을 알게 되고 우람을 뒤쫓는다.
- 이시환 : 최지한 역 - 연극배우

아버지 최 박사가 욕조에 머리만 담그고 죽자 그 사건을 파헤치기 시작한다.
- 조재완 : 박 간호사 역

최 박사의 병원에서 일하는 간호사로, 다른 사람을 잠재울 수 있는 능력을 가지고 있다.
- 정지순 : 오우람 역 - 은행원 만년대리

심한 몽유병이 있으며, 평소에는 답답할 만큼 너무나 순하지만 가끔 잠을 자고 있는 동안 폭력적으로 변한다.
- 장태훈 : 조용하 역

민경의 아들이자 솔희의 남자친구이며, 밝고 구김살없는 성격이다.

### 그 외 인물
- 송용태 : 최 박사 역
- 김상호 : 매니저 역
- 김익태 : 목사 역
- 유하정 : 목사의 딸 역
- 정진 : 경찰 역

### 우정출연
- 이원용 : 할아버지 역
- 이찬영 : 최동한 역

### 특별출연
- 김윤아 : 김시화 역 - 내레이션
- 이민호 : 김은교의 동생 역 - 최 박사 살인사건의 열쇠를 쥠.